# 이센 아브레
이센 아브레(프랑스어: Hissène Habré, 프랑스어 발음: [isɛn abʁe], 아랍어: حسين حبري Ḥusaīn Ḥabrī, 1942년 9월 13일~2021년 8월 24일)는 차드의 정치인으로 1982년부터 1990년까지 차드의 대통령으로 재직했다.
1942년 차드의 파야라르고에서 태어났으며, 프랑스 유학을 마치고 돌아온 뒤인 1982년 6월 군부 실력자 이드리스 데비와 함께 쿠데타를 일으켜 구쿠니 웨데이 당시 대통령을 축출한 뒤 대통령에 취임했다.
그는 재직 중 최대 4만 명의 정치범을 고문·살해하여 '아프리카의 피노체트'라는 별명을 얻었을 정도로 국내외 큰 비난을 받았다. 1988년 재선에 성공했으나, 리비아와의 영토분쟁 문제를 두고 데비와 마찰을 빚다가 1990년 데비의 쿠데타로 쫓겨났다. 축출 후 정치범들을 채찍질하는 등 잔인하고 체계적으로 고문한 것이 밝혀졌으나, 그 어떠한 처벌도 받지 않아 논란을 불러왔으며, 세네갈로 망명한 후 2005년부터 가택연금을 당한 곳이 호화주택이라 또 다른 파문을 일으켰다.
2013년 세네갈 사법당국에 의해 구금되어 재판을 받았다. 2016년 아프리카 특별 법정은 아브레의 강간과 4만여명의 살인교사 등의 혐의를 유죄로 보고 종신형을 선고했다. 2017년 강간 혐의에 대해서는 재판 절차상의 문제에 대한 이의가 인정되어 무죄로 바뀌었으나 종신형은 유지되었다.
2021년 8월 수감중 코로나19 증상을 보여 세네갈 다카르의 병원에서 치료중 사망하였다.

## 역대 선거 결과
| 선거명      | 직책명        | 대수 | 정당             | 득표율 | 득표수      | 결과 | 당락 |
| ----------- | ------------- | ---- | ---------------- | ------ | ----------- | ---- | ---- |
| 1989년 선거 | 차드의 대통령 | 5대  | 독립혁명국가연합 | 99.9%  | 2,687,352표 | 1위  |      |